# Kanta Kondo
Kanta Kondo (født 11. august 1993) er en japansk tidligere professionel fodboldspiller.
Han har spillet for flere forskellige klubber i sin karriere, herunder Ehime FC.